# Zábavní park na pražském Výstavišti
Zábavní park na pražském Výstavišti (také Lunapark), známý především díky tradiční jarní Matějské pouti, která se sem přesunula v 60. letech 20. století, byl jedním z mála stálých zábavních parků tohoto typu v České republice.
Mimo zimní sezónu zde bylo trvale umístěných okolo 20 stálých zábavních atrakcí, například horská dráha Cyklon, třicetipětimetrové ruské kolo či autodrom. Provozovatelem Výstaviště byla do roku 2014 firma Incheba Praha, spol. s r. o.
Jarní a podzimní poutě patří k největším akcím svého druhu v republice. Matějská pouť většinou nabízí okolo 110-130 domácích i zahraničních atrakcí a obvykle se koná od konce února do konce dubna a Václavská pouť od září do října.
Rekordní návštěvnost měla Matějská pouť v roce 2011, kdy přišlo 215 tisíc návštěvníků.
Provozovatelem těchto akcí je firma Kočka, s. r. o., kterou vlastnil Václav Kočka mladší, společně se sesterskou společností INCHEBA PRAHA spol. s r.o., kterou též ovládá rodina Kočkových. Od začátku listopadu do konce února bývá areál uzavřen.

## Název
Lidé tento zábavní park během tradiční akce označují především jako Matějskou pouť, ale už od dob komunistického režimu býval občas označován i slovem lunapark, odkazujícím na název sítě zábavních parků, kterou od roku 1904 až do své smrti v roce 1927 budoval po celém světě Američan Frederick Ingersoll a jeho Luna Park Amusement Company. Provozovatel prezentuje bubenečský zábavní park na webové stránce Matějská pouť na adrese matejskapout.cz a na plánku Výstaviště označuje oblast zábavních atrakcí slovem „lunapark“.

## Historie
Samotný výstavní areál byl z Královské obory vyčleněn pro Jubilejní výstavu v roce 1891. Matějská pouť byla dříve v okolí kostelíka v blízkosti Hanspaulky, poté se přesunula na Vítězné náměstí a v nynějším areálu na Výstavišti se poprvé konala v roce 1963, od té doby se zde koná každé jaro. Později bylo provozování rozšířeno i na podzimní sezónu, nejprve pod názvem Podzimní pouť, později jako Václavská pouť či Václavská podzimní pouť.

## Atrakce
Lunapark měl kolem 20 stálých atrakcí. Provozovatelé horské dráhy, ruského kola a dalších devíti stálých atrakcí však dostali výpověď z nájmu a atrakce musely opustit prostor Výstaviště do konce června 2018. Podle radního pro kulturu hl. m. Prahy Jana Wolfa (KDU-ČSL) to neznamená konec poutí, ale atrakce se musejí přizpůsobit 21. století. Tím de facto stálý zábavní park zanikl. 

### Horská dráha
Horská dráha Cyklon, vyrobená italskou firmou S.D.C. (model Galaxi), byla jedinou stálou ocelovou horskou dráhou v České republice. Zprovozněna byla roku 1973, pojmula až 8 lidí, měla výšku 13 metrů, maximální rychlost 46 km/h a délku dráhy 440 metrů. Horská dráha Cyklon bude po rekonstrukci znovu v provozu od 22. února do 13. dubna 2025 v zábavním parku na Výstavišti.

### Ruské kolo
Mezi stálé atrakce patřilo také ruské kolo z roku 1981, které měřilo 33 metrů a mělo 24 gondol, každou pro 5 osob. Bylo to největší ruské kolo v Česku. Kolo odkoupila rodina Dykovských ihned poté, co se dozvěděla, že bude muset být demontováno. Po renovaci s ním objížděli akce v Polsku a na Slovensku, v srpnu 2019 s ním navštívili i pouť v Kravařích. To bylo poté nahrazeno různými jinými koly, většinou to bývá 25 metrů vysoké kolo Helfer, někdy také 55 metrů vysoké kolo z Amsterdamu.

## Galerie

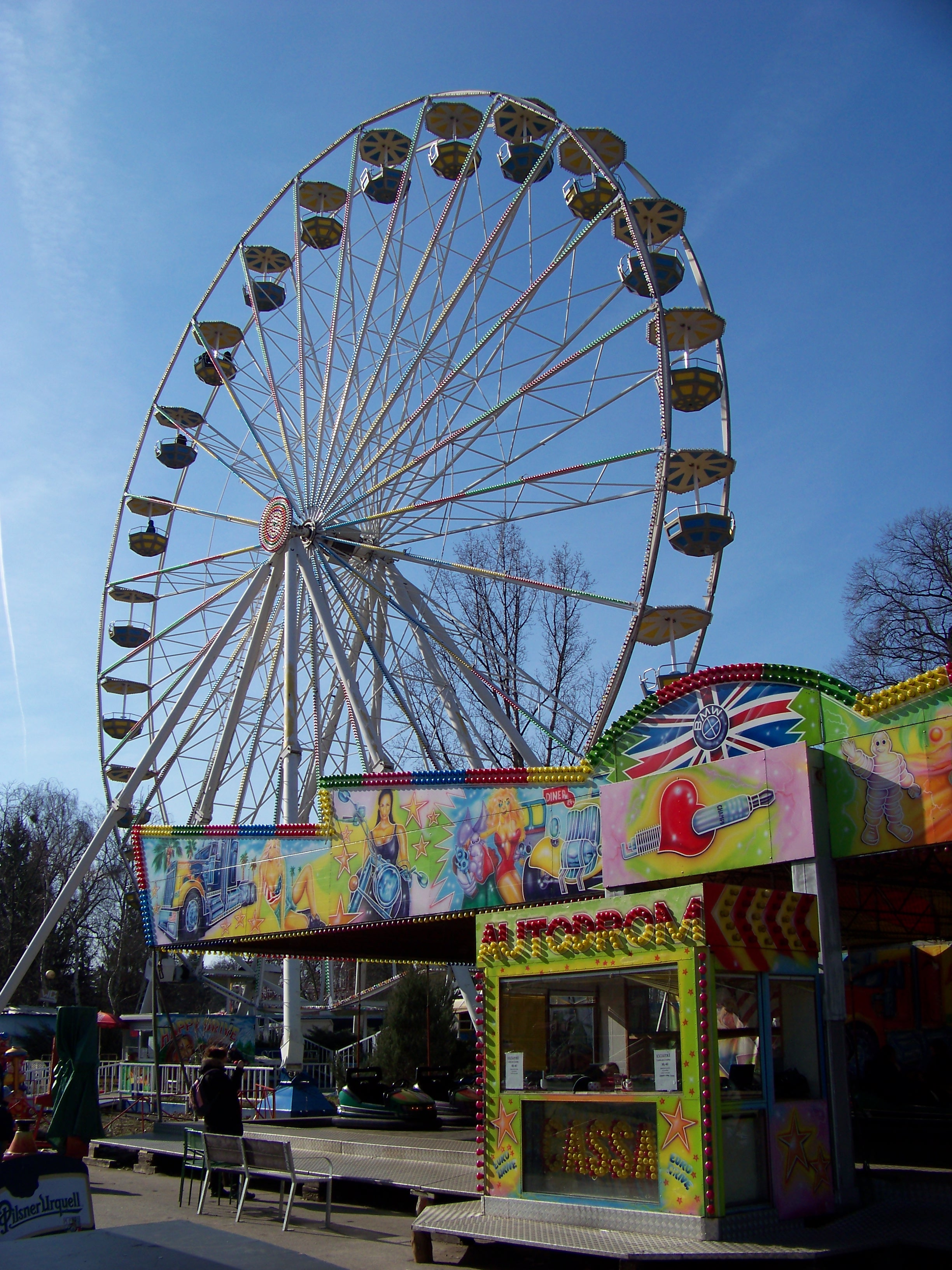
Původní Ruské kolo a autodrom
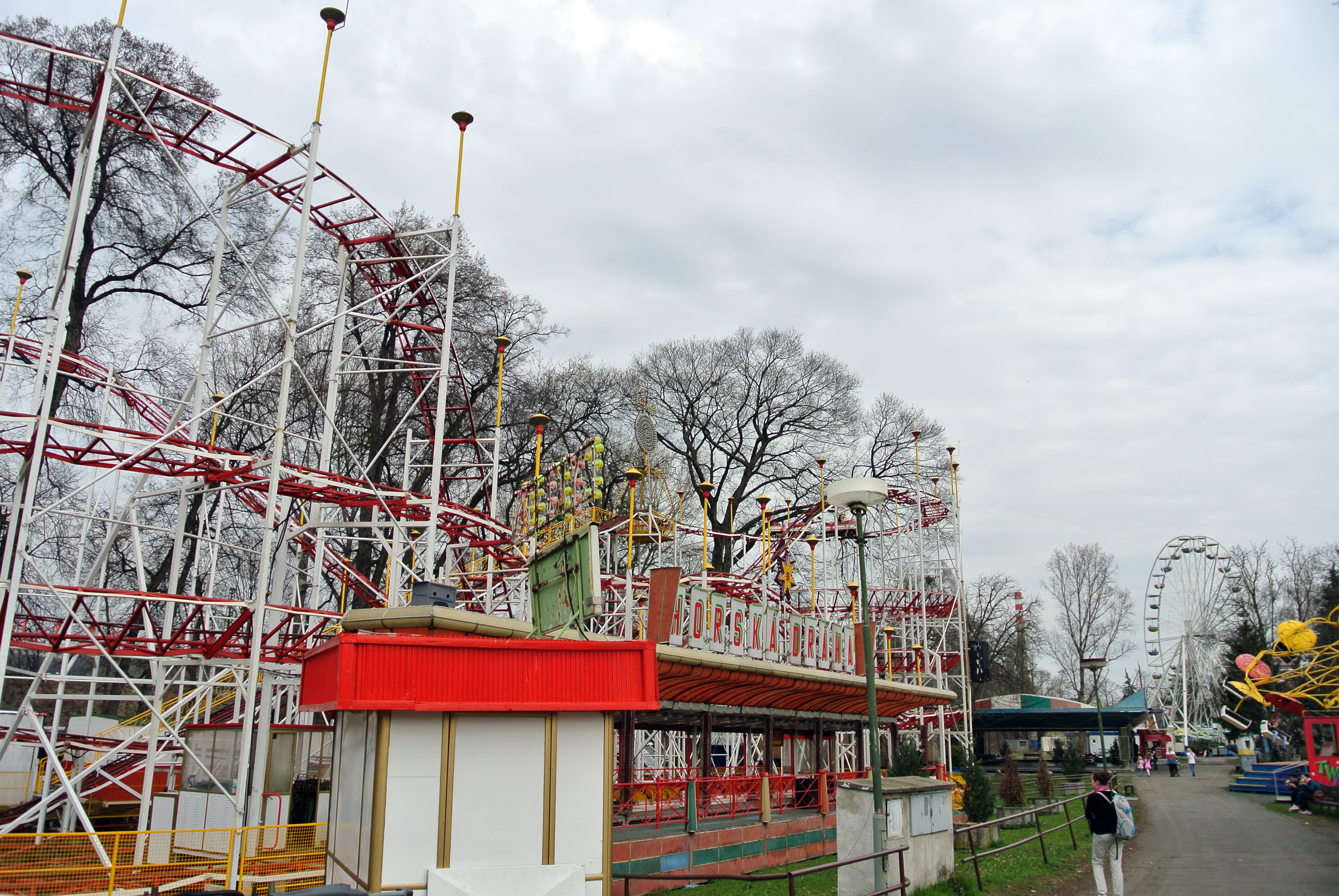
Horská dráha Cyklon
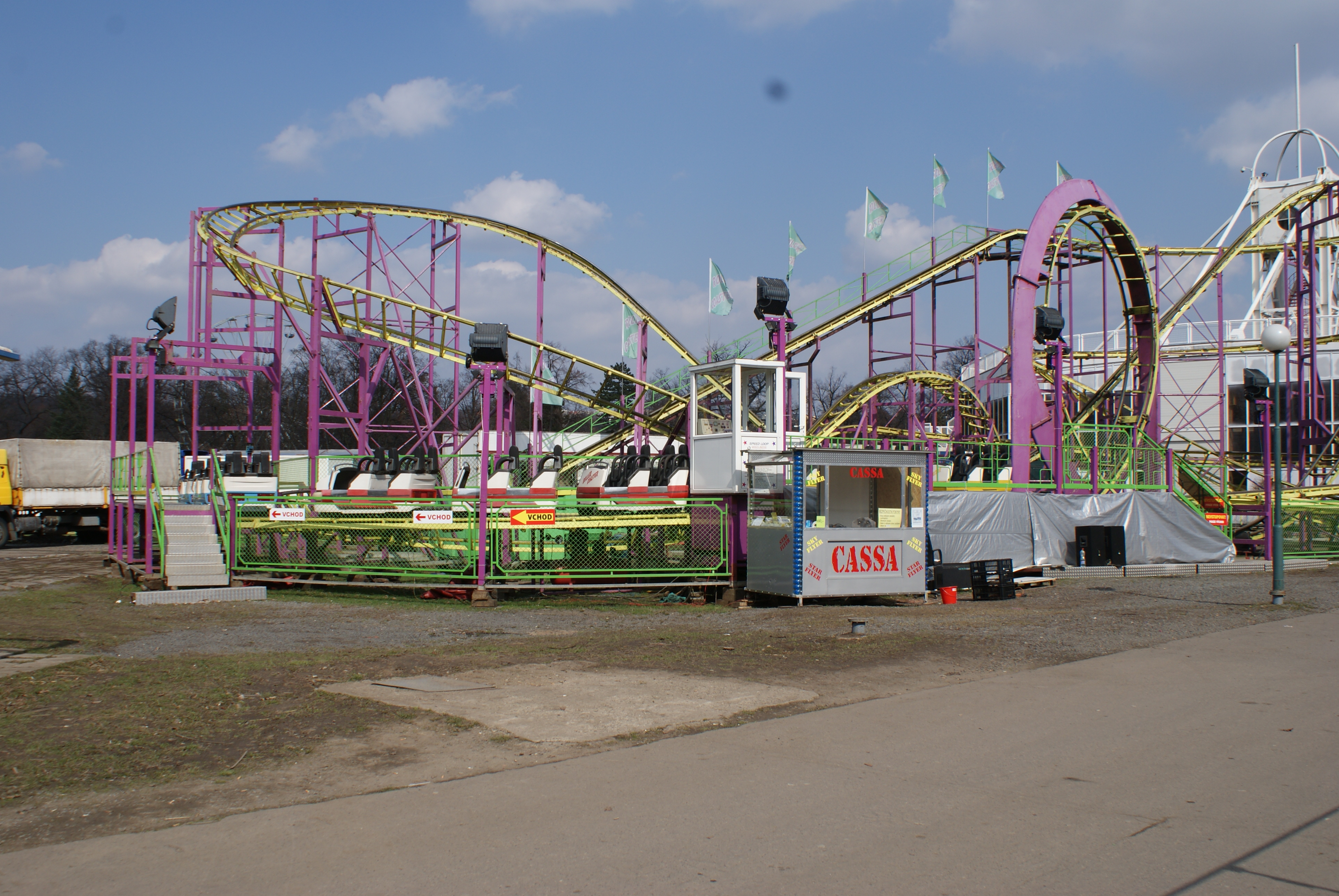
Horská dráha Speed Loop
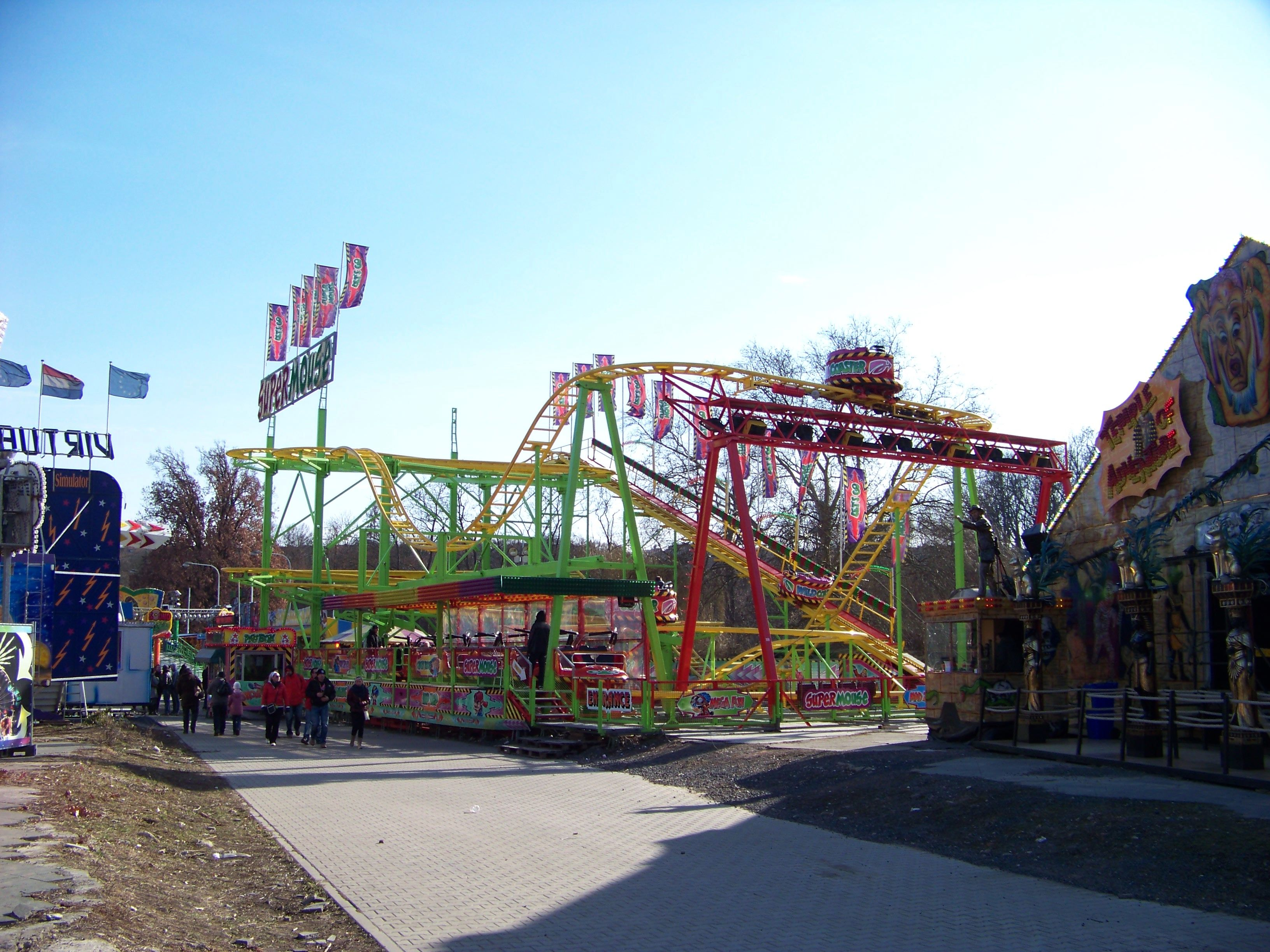
Horská dráha Super Mouse
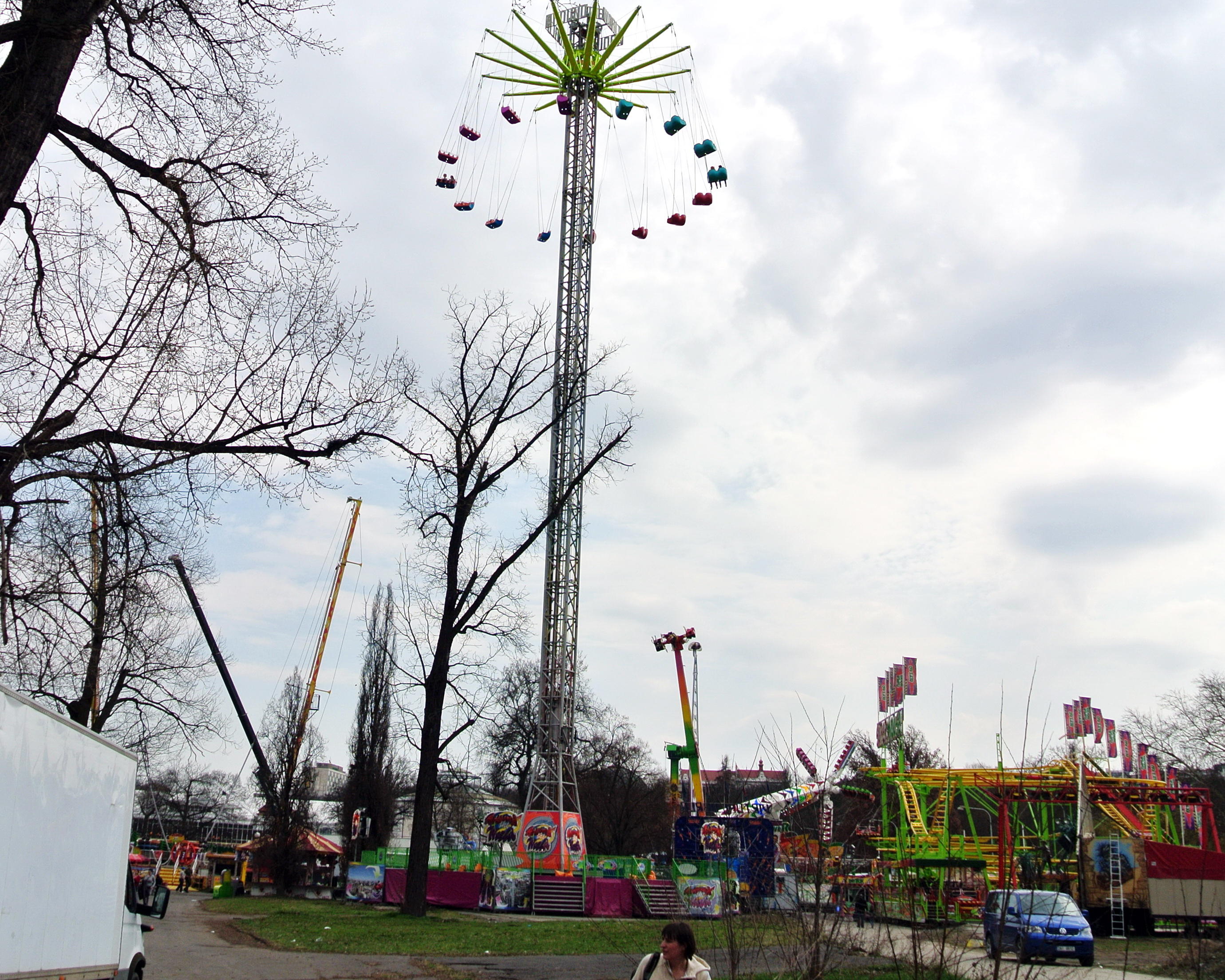
Nejvyšší kolotoč v Česku (50 m, poprvé roku 2008)
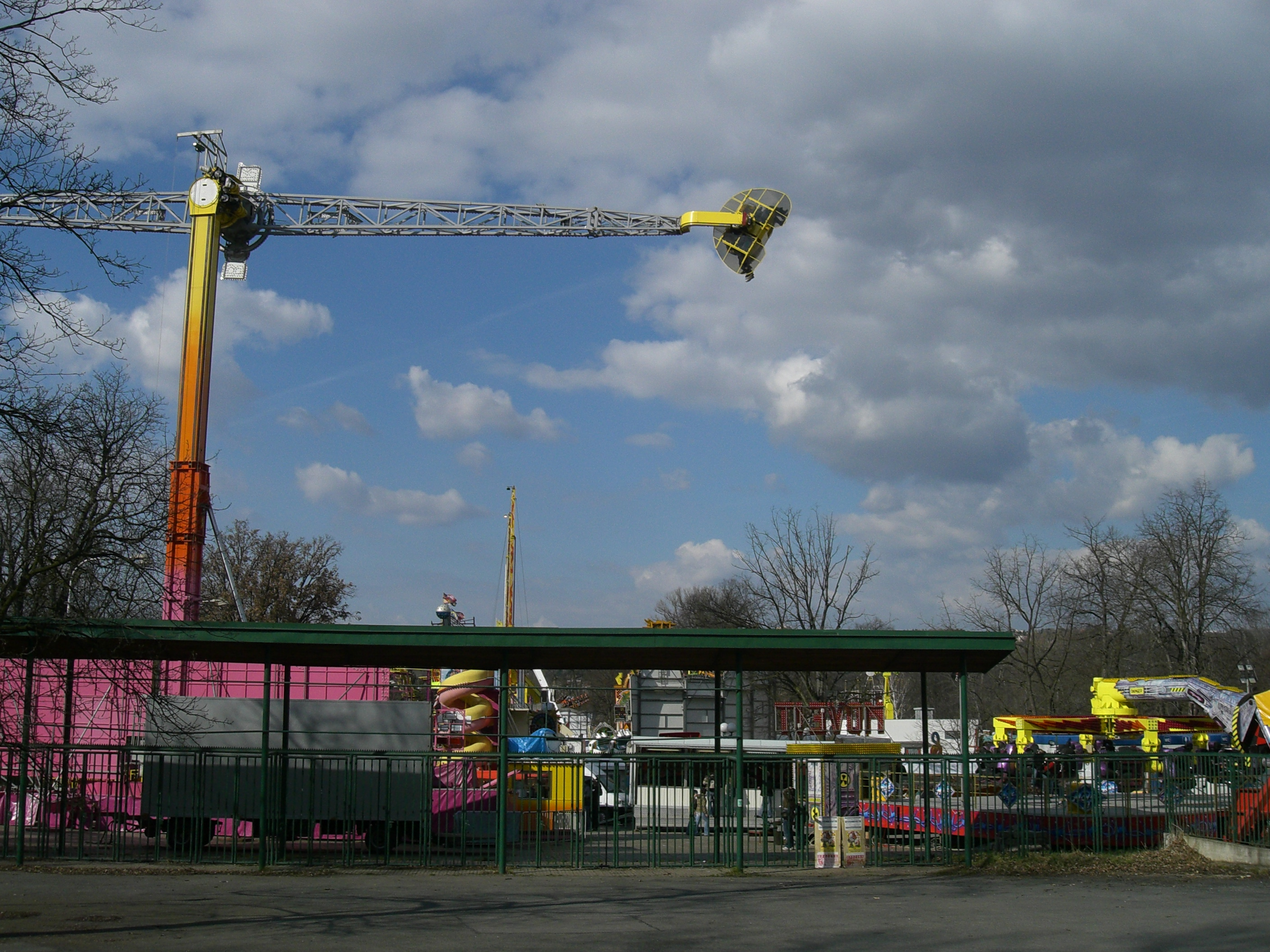
Booster G-Force
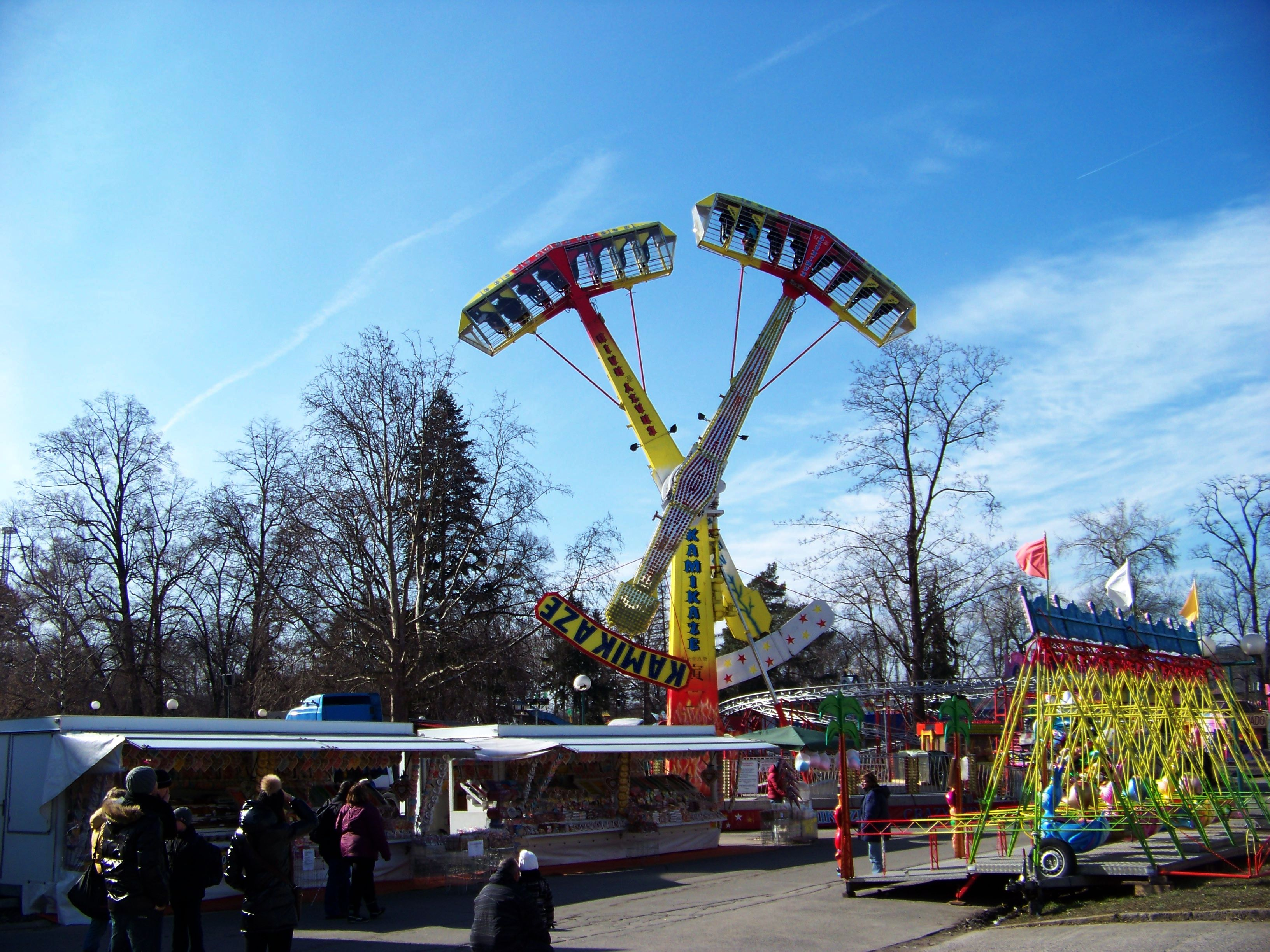
Booster Kamikaze
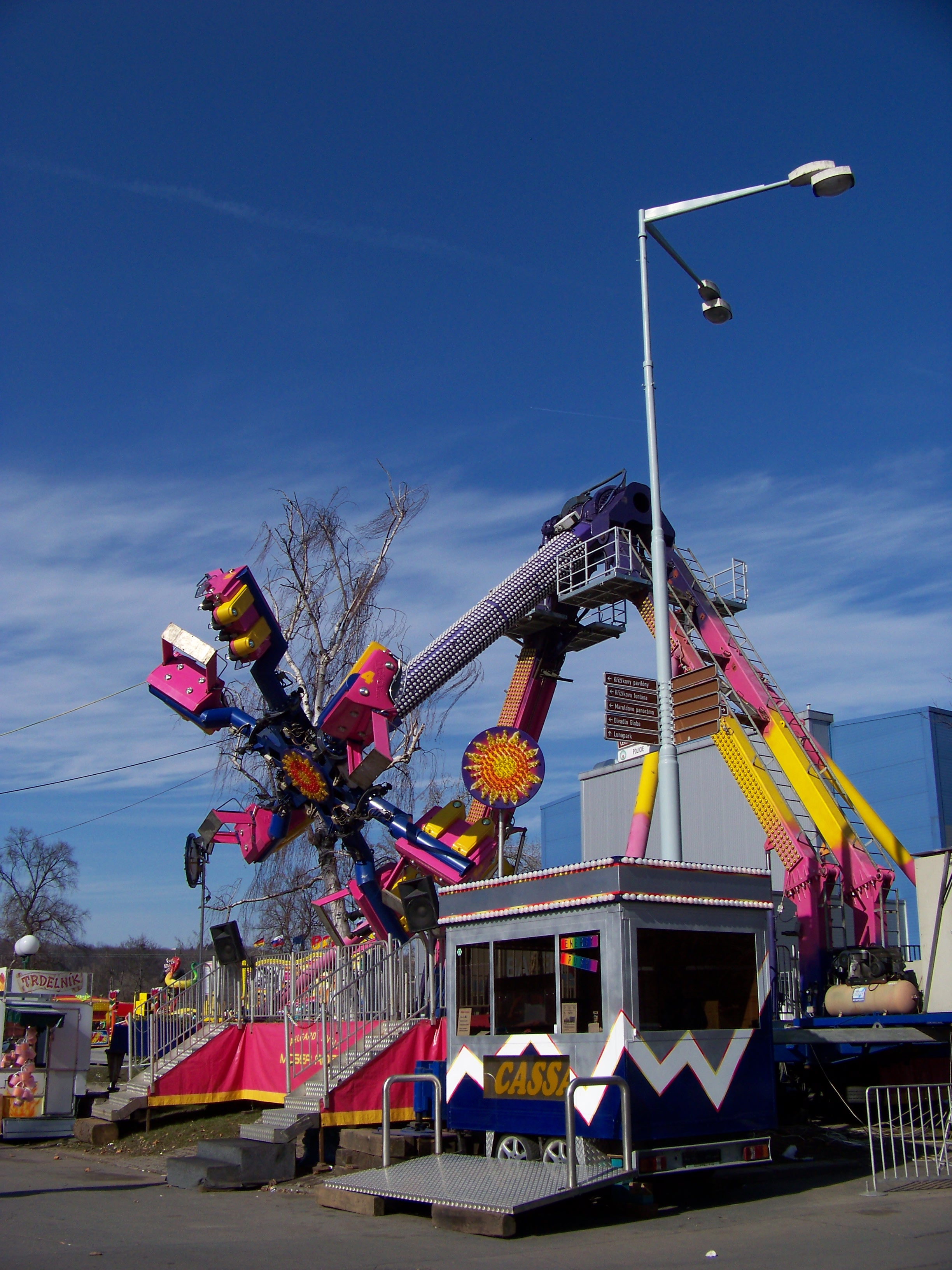
Kladivo Energy Rush
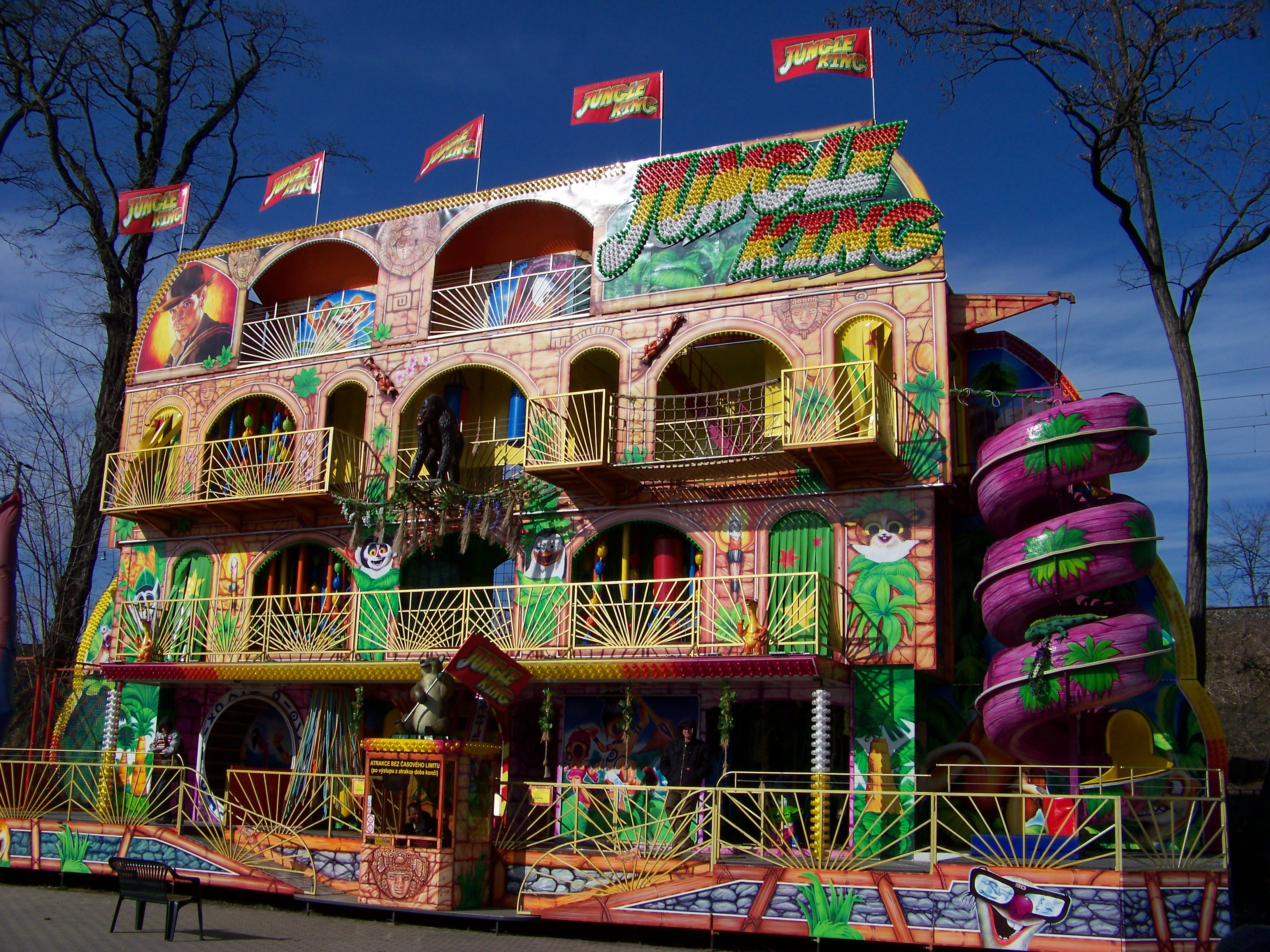
Atrakce Jungle King
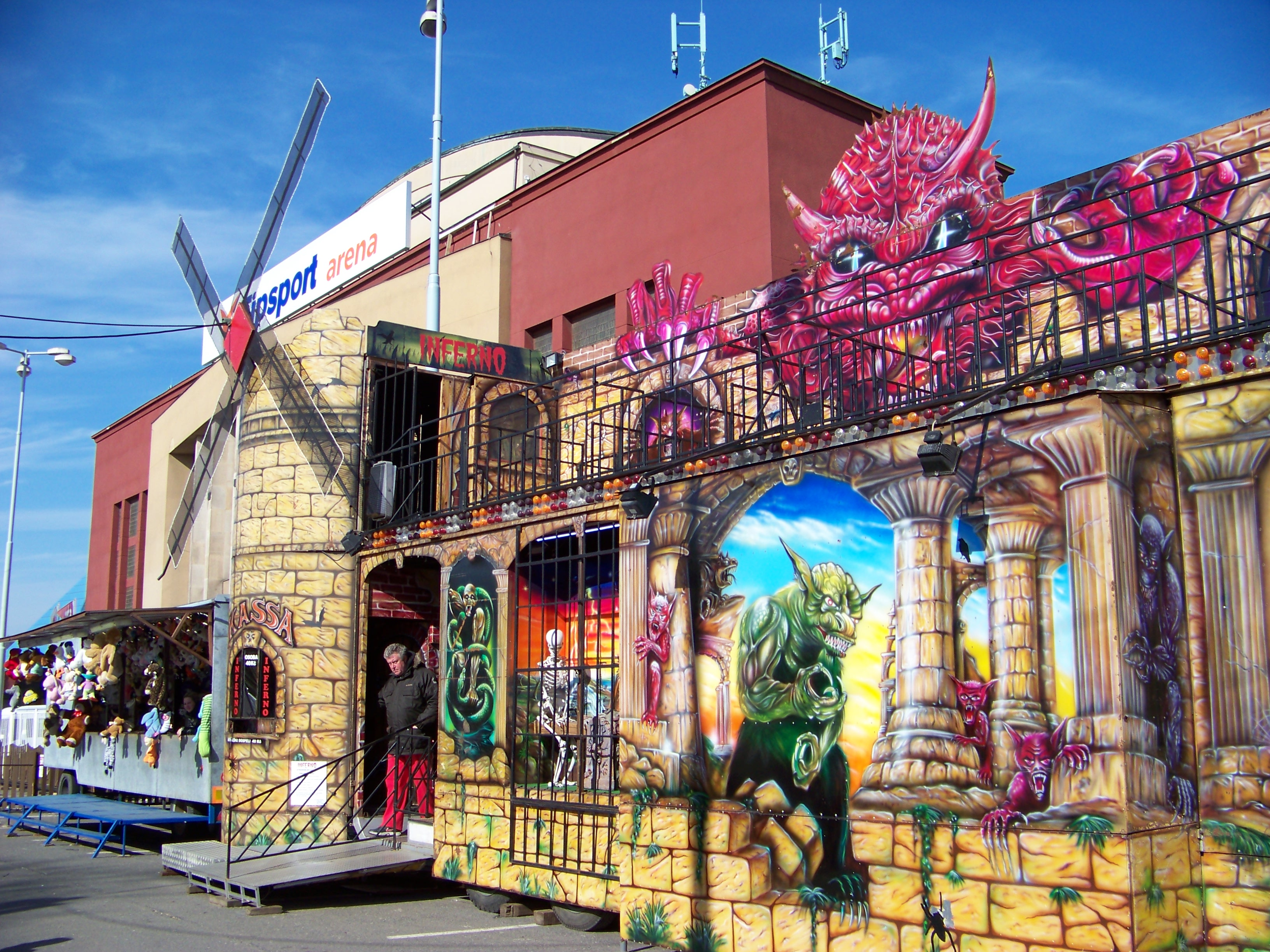
Strašidelný hrad Inferno